# Philippe Joseph Patel
Pour les articles homonymes, voir Patel.
Philippe Joseph Patel, né le 20 novembre 1741 à Mainvillers (Moselle), mort le 4 juillet 1821 à Fontainebleau (Seine-et-Marne), est un général de brigade de la Révolution française.

## États de service
Il entre en service en 1759. Il participe à la guerre aux États-Unis, et en septembre-octobre 1782, il assiste au siège de Yorktown.
Le 7 octobre 1791, il est nommé lieutenant-colonel au 31e régiment d’infanterie stationné en Martinique, mais il refuse sa nomination. En mars 1793, il est proposé comme lieutenant-colonel au 33e régiment d’infanterie, rattaché à l’armée de la Moselle. De 1794 à 1797, il sert à l’armée de Sambre-et-Meuse, et il est nommé chef de brigade le 2 janvier 1795, au 66e régiment d’infanterie de ligne, transformé en 96e demi-brigade d’infanterie de ligne le 15 février 1796.
Il est promu général de brigade le 17 février 1797, et le 16 août 1798, il est affecté à l’armée d’Angleterre. Le 27 avril 1799, il rejoint la 15e division militaire, et le 23 septembre 1801, il est mis en non activité. Il est admis à la retraite le 27 août 1803.
Il meurt le 4 juillet 1821, à Fontainebleau.

## Sources
- (en) « Generals Who Served in the French Army during the Period 1789 - 1814: Eberle to Exelmans »
- Thierry Pouliquen, « Les généraux français et étrangers ayant servis [sic] dans la Grande Armée » (consulté le 7 septembre 2014)
- (pl) « Napoléon.org.pl »
- Arthur Chuquet, Ordres et apostilles de Napoléon (1799-1815), paris, librairie ancienne Honoré Champion, 1911, p. 90